# 테코돈토사우루스
테코돈토사우루스(Thecodontosaurus)는 트라이아스기 후기, 오늘날 유럽대륙에서 서식한 2족보행의 초식공룡이다. '용반류'-'테코돈토사우루스과'에 속한다. 학명은 "소켓 이빨을 가진 도마뱀(영어:socket-tooth lizard)"이라는 의미를 갖고 있다. 화석은 영국에서 발견되었다. 전체 몸 길이는 약1.2m, 높이 30cm, 체중 11kg정도 되었을 것으로 추정된다. 원시조반류와 유사한 모습을 띠고 있다. 머리부분은 작고, 입에는 숟가락 모양의 이빨이 있다. 목은 짧고, 가늘고 짧은 앞다리에는 5개의 발가락이 있다. 꼬리는 가늘고 길다.